# Extrafiscalidade
Extrafiscalidade, em direito tributário diz respeito a utilização de instrumentos tributários para a consecução de finalidades diversas da arrecadação. O direito tributário pode induzir os comportamentos por meio da criação de situações em que o contribuinte será premiado ou penalizado economicamente diante da possibilidade de adoção do comportamento julgado socialmente desejável ou indesejável. Os impostos não estão sempre relacionados à despesa estatal; ao contrário, muitas vezes têm como finalidade impor ou coibir comportamentos aos particulares.
A extrafiscalidade transforma-se, então, num importante mecanismo para a atuação do Estado na luta pelo desenvolvimento econômico e contra as desigualdades sociais.
A intervenção indireta do Estado sobre a economia e sobre o comportamento de seus cidadãos por meio de tributos ou outras formas de oneração econômica é um assunto de rara complexidade.

## Origem
A origem da extrafiscalidade é muito debatida. Alguns autores defendem que o fenômeno é muito antigo, sendo usado há muito séculos por diversos países em diferentes situações. 

## Conceito
O conceito de extrafiscalidade é bastante debatido na doutrina, tanto brasileira quanto estrangeira. Independentemente das discussões teóricas e da natureza da norma tributária, sempre se terá como resultado que o direito tributário é um instrumento para alguma finalidade: ou levantar recursos para o Estado, ou induzir comportamentos considerados desejáveis para a obtenção de finalidades estatais diversas da arrecadação. Como afirmava Alfredo Augusto Becker, "o direito tributário não tem objetivo próprio", atuando sempre com vistas para outras finalidades. 
A Extrafiscalidade diz respeito à utilização dos tributos, na maioria dos casos impostos, para a indução de comportamentos dos contribuintes. Essa indução pode ser positiva, induzindo o contribuinte a tomar determinada decisão (e.g. tributação ambiental) como negativa, induzindo o contribuinte a deixar de fazer algo (e.g. tributação do cigarro). 
José Casalta Nabais  elucida que a extrafiscalidade "tem por finalidade principal ou dominante a consecução de determinados resultados económicos ou sociais através da utilização do instrumento fiscal e não a obtenção de receitas para fazer face às despesas públicas. Trata-se assim de normas (fiscais) que, ao preverem uma tributação, isto é, uma ablação ou amputação pecuniária (impostos), ou uma não tributação ou uma tributação menor à requerida pelo critério da capacidade contributiva, isto é, uma renúncia total ou parcial a essa ablação ou amputação (benefícios fiscais), estão dominadas pelo intuito de actuar directamente sobre os comportamentos económicos e sociais dos seus destinatários, desincentivando-os, neutralizando-os, nos seus efeitos econômicos e sociais ou fomentando-os, ou seja, de normas que contêm medidas de política económica e social”.  
Paulo Caliendo  em excelente e profunda publicação sobre o tema, aponta que, no manejo dessa funcionalidade, “o fim constitucional pretendido deve estar expresso no texto constitucional e objetiva a realização das finalidades da Ordem Constitucional ou Social (família, cultura, meio ambiente, etc.). 

## Principais Exemplos
Tabaco, álcool e gasolina
Estes são os três principais alvos da tributação extrafiscal na maioria dos países em todo o mundo. Eles são itens de uso diário em massa (ainda que não sejam "necessários") que trazem receitas significativas para os governos. Os dois primeiros são considerados drogas legais, que são uma causa de muitas doenças (por exemplo, câncer de pulmão, cirrose hepática), que são usadas por grandes faixas da população, sendo ambas amplamente reconhecidas como viciantes. A gasolina (ou gasolina), assim como o gasolina e alguns outros combustíveis, por sua vez, são tributados principalmente porque poluem o ambiente e para angariar fundos para apoiar as infra-estruturas de transporte.
 Jogos de Azar 
As licenças de jogo estão hoje sujeitas a impostos em muitos países. Na Inglaterra do século XVIII, e durante um breve período na América do Norte britânica, o jogo em si esteve também, durante um tempo, sujeito a impostos, sob a forma de imposto de selo, em que era necessário colocar um selo de receita no ás de espadas em cada maço de cartas para demonstrar que o imposto tinha sido pago (daí os desenhos elaborados que evoluíram neste cartão em muitos maços como resultado). Uma vez que o imposto de selo era originalmente apenas para ser aplicado aos documentos (e os cartões eram classificados como tal), o fato de os dados também estarem sujeitos ao imposto de selo (e eram de facto o único item não-papel listado na Lei do Selo 1765) sugere que a sua implementação aos cartões e dados pode ser vista como um tipo de imposto sobre o jogo.

## Proteção Ambiental
A extrafiscalidade econômica, assim, pretende realizar determinado desiderato constitucional previsto na ordem econômica (art. 170 da CF/88); a extrafiscalidade ambiental os objetivos para a um meio ambiente ecologicamente equilibrado (art. 225 da CF/88) entre outros. A tributação extrafiscal ambiental visa especialmente a redução das emissões derivadas do uso de combustíveis fósseis. 
A proteção do meio ambiente pela via da extrafiscalidade não é livre de problemas bastante complexos e de riscos jurídico-políticos. O maior desses riscos que se apresenta na utilização frequente de medidas fiscais para a consecução de finalidades ambientais é a sensação política e social de que dessa formas as tarefas estatais necessárias para a proteção do meio ambiente estejam sendo realizadas a contento. 

## Crítica
A legislação fiscal tem sido interpretada e descrita como sendo simplesmente uma forma de o governo cobrar impostos adicionais e desnecessários à população.
Em alguns países, como o Reino Unido, a extrafiscalidade tem sido geralmente limitado a bens que são luxos ou um risco para a saúde ou moral, mas não é o caso em todo o mundo. A tributação de medicamentos, produtos farmacêuticos e equipamentos médicos tem sido uma questão controversa, especialmente nos países em desenvolvimento, devido ao fato de que isso pode fazer com que os preços dos medicamentos e os procedimentos médicos fiquem inflados, mesmo quando potencialmente salvam vidas; isso tem, às vezes, forçado os prestadores de serviços de saúde a limitar o número de operações realizadas.